# 丁懋儒
丁懋儒（1527年—？），字聘卿，號觀峰，山東東昌府聊城縣人，民籍，明朝政治人物。

## 生平
嘉靖二十二年（1543年）癸卯科山東鄉試第九名舉人，四十四年（1565年）中式乙丑科會試第三百七十八名，三甲第二百五十三名進士。刑部觀政，四十五年（1566年）四月授中牟縣知縣，十一月調光山縣知縣，隆慶三年（1569年）四月升戶部主事，四年（1570年）五月調兵部主事，十二月改刑科給事中，五年（1571年）二月升兵科右給事中，六年（1572年）四月出為太平府知府，萬曆二年（1574年）二月調永州府知府，五年（1577年）正月致仕。

## 家族
曾祖丁璉，知縣；祖父丁孔暲，知府；父丁堯佐，州吏目。前母陳氏；母鄧氏（贈孺人）。弟丁懋官、丁懋賞、丁懋慶。